# 魏利煌

魏利煌

魏利煌（英語：Wee Lee Hong，1920年—1996年5月30日），马来西亚居銮医生、政治人物、马来亚劳工党党员，媒體稱“平民医生”。他曾于1959年上阵居銮北区竞选国会议员但未當選。1964年升任劳工党全国秘书，1965年出任社阵全国副主席。1966年9月，他辞去党内所有职务并退出政坛。1976年，创办“居銮摄影学会”。
1996年5月30日凌晨，魏利煌因病去世，享年76岁。他于居銮伊士迈街门牌16号的“魏氏药房”被保存至今。